# Henicorhynchus ornatipinnis
Henicorhynchus ornatipinnis és una espècie de peix cipriniforme de la família dels ciprínids.

## Morfologia
- Els mascles poden assolir 9,5 cm de longitud total.
- Nombre de vèrtebres: 33-35.[2][3]

## Hàbitat
És un peix d'aigua dolça i de clima tropical.

## Distribució geogràfica
Es troba a Àsia: conca del riu Mekong.